# プラシャーント・ニール
プラシャーント・ニール（Prashanth Neel、1980年6月4日 - ）は、インドのカンナダ語映画で活動する映画監督。2014年に『Ugramm』で監督デビューし、その後『K.G.Fシリーズ』二部作を製作し、カンナダ語映画史上最高額の興行収入を記録するヒット作となった。

## 生い立ち
1980年6月4日、カルナータカ州のテルグ語話者の家庭に生まれる。両親はスバーシュとバーラティで、2人はアーンドラ・プラデーシュ州マダカシラ近郊の村ニーラカンタプラムで暮らした後、ベンガルールに移住した 。
2010年にリキタと結婚し、1男1女をもうけた。ニールの妹ヴィディヤーはシュリームラリと結婚し、彼はニールの監督デビュー作『Ugramm』で主演を務めている。また、テルグ俳優アーダルシュ・バーラクリシュナの従兄弟であり、アーンドラ・プラデーシュ州政府の元大臣ラグー・ヴィーラ・レッディとも縁戚関係にある。

## キャリア

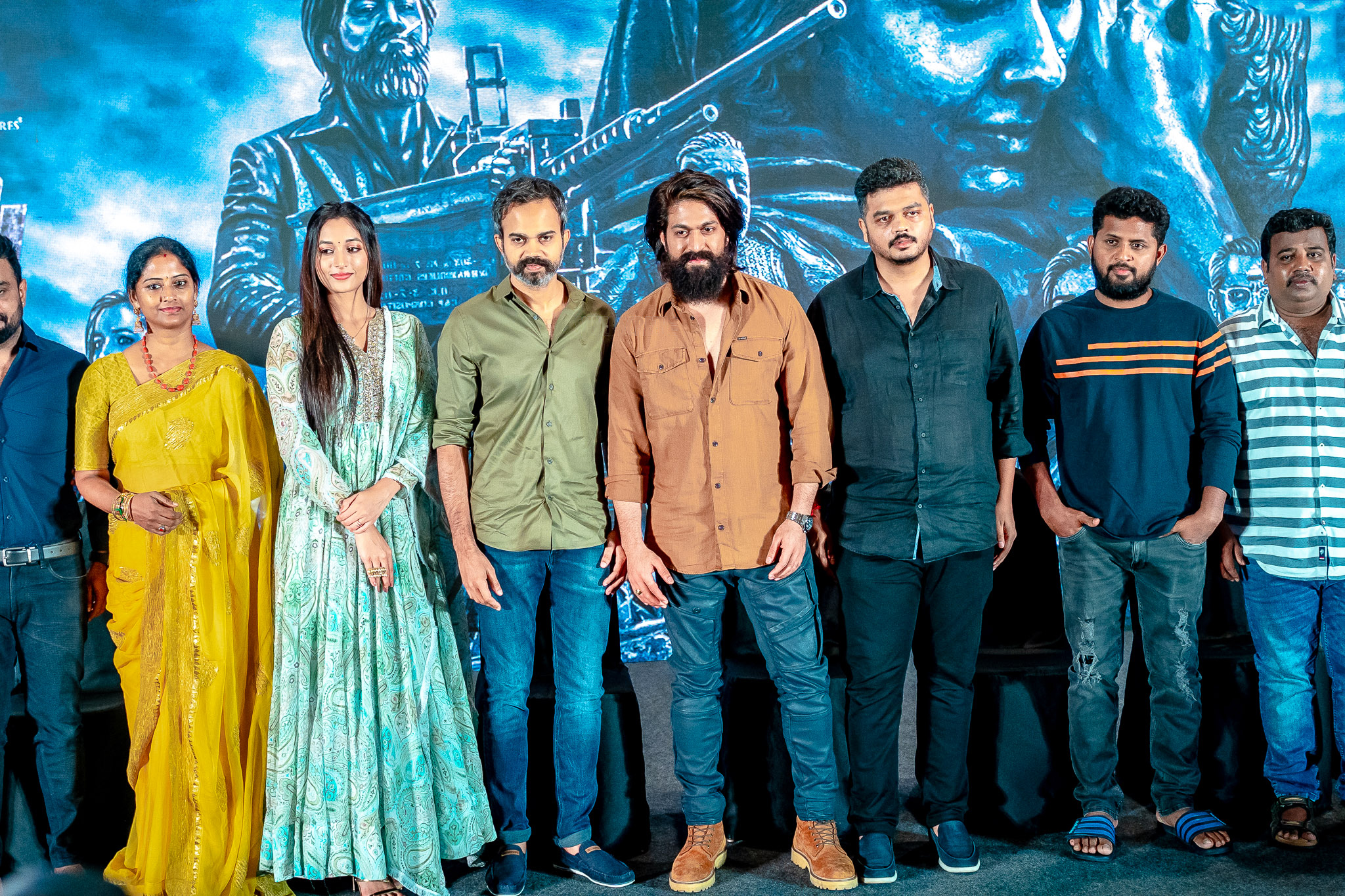
『K.G.F: CHAPTER 2』プロモーション中のプラシャーント・ニール、ヤシュ、シュリーニディ・シェッティ、イーシュワリ・ラーオ

元々は生活のために映画製作を始めたが、次第に映画製作に関心を抱くようになったという。その後、ニールは書き上げた『Aa Hudugi Neene』に義弟シュリームラリを起用したが、経験不足を理由に断られたため、長期にわたり構想を練り直して『Ugramm』の脚本を書き上げた。同作は興行的な成功を納め、2014年に最も高い興行収入を記録したカンナダ語映画の一つとなった。
2014年から2015年にかけて3本の映画の契約を結んだことが報じられた。1本目は『Ugramm』の続編となる『Ugramm Veeram』で、シュリームラリが引き続き主演を務める。2本目はヤシュを主演に起用した『K.G.F: CHAPTER 1』で、3本目は同作の続編となる『K.G.F: CHAPTER 2』である。同作は2021年7月16日の公開を予定していたが、COVID-19パンデミックの影響で延期され、2022年4月14日に公開された。2020年12月2日にプラバースを主演に起用した『SALAAR/サラール』の製作を発表し、2021年1月29日から撮影を開始した。2021年5月にはマイトリ・ムーヴィー・メイカースとNTRアーツ共同でN・T・ラーマ・ラオ・ジュニア主演作の製作を発表した。

## フィルモグラフィー
| 年   | 作品             | 監督 | 脚本 | 言語       | 備考 |
| ---- | ---------------- | ---- | ---- | ---------- | ---- |
| 2014 | Ugramm           | Yes  | Yes  | カンナダ語 |      |
| 2018 | K.G.F: CHAPTER 1 | Yes  | Yes  | カンナダ語 |      |
| 2022 | K.G.F: CHAPTER 2 | Yes  | Yes  | カンナダ語 |      |
| 2023 | Bhageera         | No   | Yes  | カンナダ語 |      |
| 2023 | SALAAR/サラール  | Yes  | Yes  | テルグ語   |      |

## 受賞歴
| 年                                             | 部門                              | 作品                              | 結果                              | 出典                              |
| フィルムフェア賞 南インド映画部門              | フィルムフェア賞 南インド映画部門 | フィルムフェア賞 南インド映画部門 | フィルムフェア賞 南インド映画部門 | フィルムフェア賞 南インド映画部門 |
| ---------------------------------------------- | --------------------------------- | --------------------------------- | --------------------------------- | --------------------------------- |
| 2015年                                         | カンナダ語映画部門監督賞          | 『Ugramm』                        | ノミネート                        | [ 14 ]                            |
| 2019年                                         | カンナダ語映画部門監督賞          | 『K.G.F: CHAPTER 1』              | ノミネート                        | [ 15 ]                            |
| 2024年                                         | カンナダ語映画部門監督賞          | 『K.G.F: CHAPTER 2』              | ノミネート                        | [ 16 ]                            |
| 2024年                                         | テルグ語映画部門監督賞            | 『SALAAR/サラール』               | ノミネート                        | [ 17 ]                            |
| 南インド国際映画賞                             |                                   |                                   |                                   |                                   |
| 2015年                                         | カンナダ語映画部門新人監督賞      | 『Ugramm』                        | 受賞                              | [ 18 ]                            |
| 2019年                                         | カンナダ語映画部門監督賞          | 『K.G.F: CHAPTER 1』              | 受賞                              | [ 19 ]                            |
| 2023年                                         | カンナダ語映画部門監督賞          | 『K.G.F: CHAPTER 2』              | ノミネート                        | [ 20 ] [ 21 ]                     |
| IIFAウトサヴァム                               |                                   |                                   |                                   |                                   |
| 2024年                                         | テルグ語映画部門監督賞            | 『SALAAR/サラール』               | ノミネート                        | [ 22 ]                            |
| ジー・カンナダ・ヘメヤ・カンナダティ・アワード |                                   |                                   |                                   |                                   |
| 2019年                                         | 監督賞                            | 『K.G.F: CHAPTER 1』              | 受賞                              | [ 23 ]                            |